# Nidstång

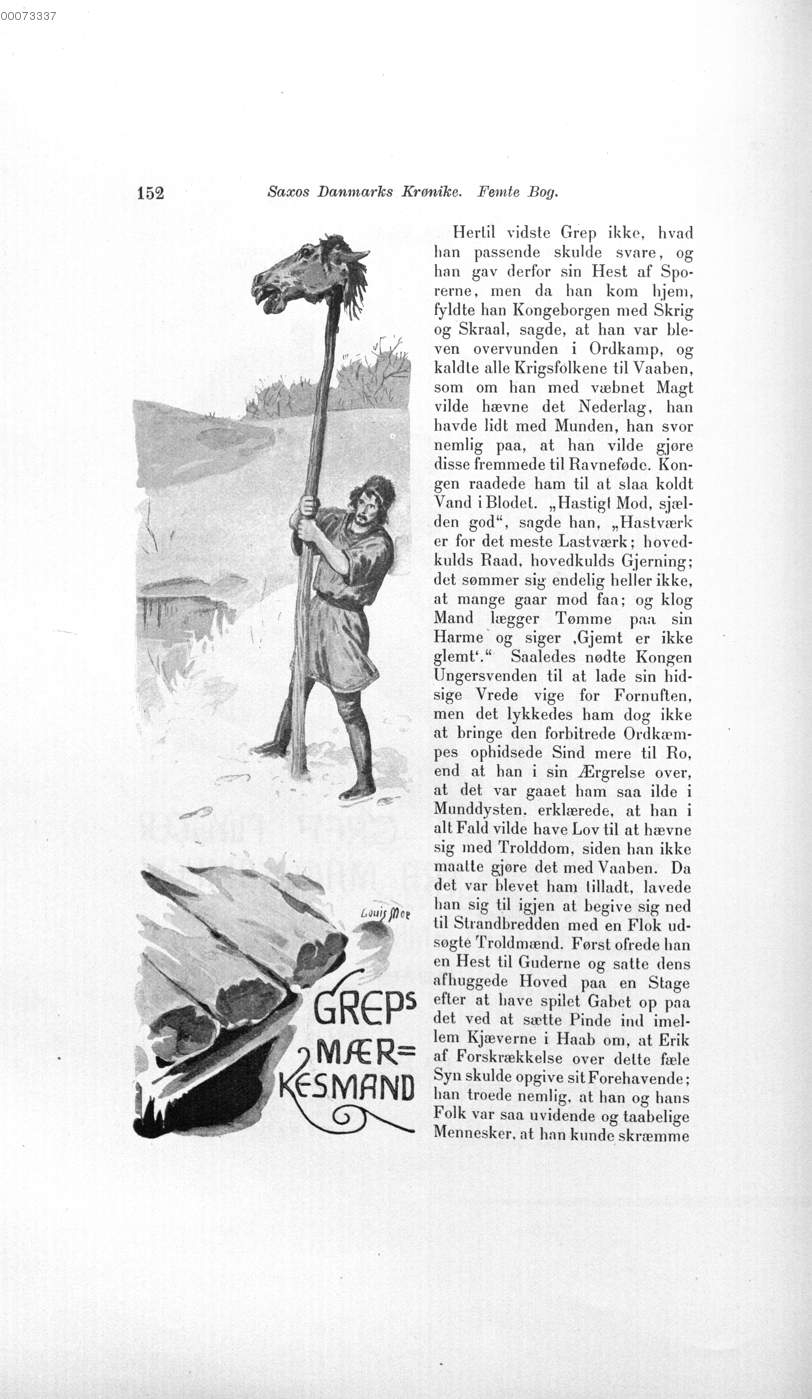
En sentida illustration av Saxo Grammaticus Gesta Danorum är tänkt att visa hur en nidstång kunde se ut.

Nidstång eller nidingsstång (fornvästnordiska: níðstǫng, isländska: níðstöng, norska: nidstang) var i forntiden i Norge och på Island ett besvärjelsemedel som bestod av en stör på vilken man spetsat ett hästhuvud med uppspärrat gap, riktat mot den som man önskade skulle drabbas av olycka.
Man ansåg nämligen att de goda vättarna därigenom skulle skrämmas från att följa den som trolltyget åsyftade. Nidstången var alltså en symbol för hat, hån (nið) och förakt för en fiende ("niding"). Nidstången fästes i marken medan man uppläste eller sjöng en "nidvisa", som gav uttryck åt den skam, som man nedkallade över sin ovän. Ibland ristades också magiska runor av motsvarande innehåll på stången. Ett exempel på användningen av nidstång förekommer i Egil Skallagrimssons saga kapitel 59 och 60.
Denna händelse beskrivs närmare och förklaras av Sigurd Agrell: Innan Egil avseglade från Norge efter att ha dödat Eriks son, Ragnvald, steg han i land på en ö, tog i handen en hasselstång och gick ut på en bergudde, som vette mot land. Här tog han ett hästhuvud och satte det upp på stången. Sedan framsade han "bestämda ord" (= en besvärjelse): Hér set ek upp niðstǫng ok sný ek þessu níði á hǫnd Eiríki konungi ok Gunnhildi drótningu. "Här reser jag upp nidstång och vänder jag detta nid mot konung Erik och drottning Gunhild." Så vrider han hästhuvudet in mot land (hann sneri hrosshǫfðinu inn á land, säger sagan), varefter den fortsätter: sný ek þessu níði á landvéttir þær, er land þetta byggva, svá at allar fari þær villar vega, engi hendi né hitti sitt inni, fyrr en þær reka Eirík konung ok Gunnhildi ór landi. "Jag vänder detta nid mot de landvättar, som bebo detta land, så att de må fara vilse vägar och att ingen må nå eller finna sin boning, förrän de ha drivit konung Erik och Gunhild ur landet." Därefter fortsätter sagan: "Sedan sköt han stången ner i en bergskreva och lät den stå där. Hästhuvudet satt vridet mot land, och han ristade runor på stången, och de innehöll hela denna besvärjelse. Så gick han ombord på sitt skepp"...
"Landvetter" kallades i Norge de underjordiska väsen, som tänktes bo inne i fjället och under jorden och som värnade om landet. I Landnámabók berättas, att det i Islands äldsta hedniska lagar fanns en bestämmelse, att man icke borde bruka skepp med djurhuvuden. Men om någon ändock hade ett dylikt på sitt fartyg, skulle det ovillkorligen tagas ned, då land kom i sikte. Man fick icke nalkas land "med gapande huvuden och uppspärrade trynen", för att icke "landvättarna skulle bli skrämda".
I modern asatro, bland annat av Samfundet Forn Sed, har begreppet nidstång använts som förbannelse mot nazister och andra rasister som, enligt deras mening, missbrukar asatrons symboler.